# Ngarenaro
Ngarenaro è una circoscrizione urbana (urban ward) della Tanzania situata nel distretto urbano di Arusha, regione di Arusha. Conta una popolazione di 12 382 abitanti (censimento 2012).